# Wedge Island
Wedge Island è l'isola maggiore del gruppo delle Gambier Islands; è situata tra la punta meridionale della penisola di Eyre e quella di Yorke, all'entrata del golfo di Spencer, nell'Australia Meridionale (Australia).

## Geografia
Wedge Island è circondata dalle altre piccole isole del gruppo: North Island, South West Rock e Peaked Rocks; si trova a est-sud-est di Thistle Island, mentre a sud-ovest si trovano le Neptune Islands. Wedge ha una superficie di 9,47 km² ed è alta 202 m. Sull'isola c'è una pista aerea e un faro.

## Fauna
Sono stati inseriti sull'isola, nel 1975, per preservarne la specie, degli esemplari di woylie e di wallaby delle rocce dai fianchi neri; nel 2016 i woylie avevano formato una colonia di 1500 esemplari e 200 erano i wallaby. Sono inoltre 300 i vombati dal naso peloso meridionale.
Wedge Island è stata identificata come Important Bird Area (IBA) da BirdLife International perché sostiene oltre l'1% della popolazione mondiale, con circa 16 000 coppie riproduttive, di uccello delle tempeste facciabianca.

## Toponimo
Matthew Flinders le ha dato questo nome, il 24 febbraio 1802, a causa della sua forma (wedge significa cuneo).